# Antoine Pascaud
Pour les articles homonymes, voir Pascaud.
Antoine Pascaud (né à Laprade vers 1665 et mort à La Rochelle le 23 février 1717) est un négociant et financier français.

## Biographie
Antoine Pascaud est le fils de Guillaume Pascaud, tanneur, et de Catherine Berthaud. Au début des années 1680, il débarque en Nouvelle-France, s'établit à Montréal et s'associe avec la veuve de Charles Le Moyne de Longueuil et de Châteauguay en 1688. Moyennant un tiers de tous les bénéfices, Pascaud aide la veuve Le Moyne à diriger les affaires de son défunt mari. 
S'appuyant sur sa nouvelle fortune, il s'établit à son compte à partir de 1690, devient un personnage en vue dans la communauté commerçante canadienne. Fournisseur des marchandises à la Compagnie de la Baie du Nord et à d'importants trafiquants de fourrures, comme Pierre-Charles Le Sueur, Antoine de Lamothe-Cadillac ou bien les frères Alphonse et Henri de Tonti. 
Marié le 21 janvier 1697, à Montréal, avec Marguerite Bouat (sœur de François-Marie Bouat), il est le père de : 
- Antoine (1697-1758), président-trésorier de France au bureau des finances de la généralité de La Rochelle, directeur de la Chambre de commerce de La Rochelle (1737-1739), maire de La Rochelle (1741-1742), député au Conseil royal de commerce, marié avec Elisabeth Butler puis avec Agathe Le Gardeur de Saint-Pierre (fille de Jean-Paul Le Gardeur de Saint-Pierre)
- Joseph-Marie (1704-1767), président-trésorier de France au bureau des finances de la généralité de La Rochelle, maire de La Rochelle (1747-1750), directeur de la Chambre de commerce de La Rochelle (1758), député au Conseil royal de commerce, marié avec Dorothée Butler puis avec Jeanne Victoire Verrier
  - Victoire Félicité Pascaud, mariée avec Joseph Denis Goguet, maire de La Rochelle (fils de Denis Goguet)
- Marie-Anne, mariée avec Jean Charles Pascaud de Poléon, capitaine au régiment de Laval
  - Louis Pascault de Poléon
- Henriette (1714-1733), première épouse de Guy Guillaume Mahy, baron de Cormeré, seigneur de Chitenay, receveur général des domaines et bois de la généralité d'Orléans à Blois, comté de Blois et duché de Vendôme[1]
- Suzanne (-1764), mariée avec Étienne-Charles Le Moyne de Beaumarchais

En 1700, il prend un important rôle dans la création de la Compagnie de la Colonie. Depuis la faillite de la Compagnie des Habitants en 1663, c'est la première fois que des intérêts canadiens parviennent à dominer le commerce des fourrures. Plutôt que d'accepter le tarif réduit proposé pour les peaux de castor par les gens du Domaine d'Occident, qui avaient le monopole de l'achat des fourrures, les Canadiens le députent avec Charles Juchereau de Saint-Denis en France en 1699 avec mission d'obtenir pour la colonie le droit de vendre ses peaux, en toute liberté, sur le marché de la métropole. Ne se limitant pas à exécuter ces seules instructions, Pascaud achète également, pour 350 000 livres, les réserves de peaux invendues du Domaine d'Occident afin d'éviter une pléthore de fourrures sur le marché, se faisant avancer les sommes nécessaires par les banquiers parisiens Pasquier, Bourlet et Gayot. Le ministre de la Marine décide alors que la propriété de ces fourrures et la direction du commerce des peaux de castor seront confiées à une compagnie canadienne, afin de permettre à la plus grande population de colons de pouvoir s'en acheter. Le gouverneur et l'intendant convoquent une assemblée de Canadiens éminents ratifiant la proposition du ministre et les transactions effectuées par Pascaud, fondant ainsi la Compagnie de la Colonie. En 1704, Pascaud est de nouveau envoyé en France, par le gouverneur Rigaud de Vaudreuil et l'intendant François de Beauharnais, pour obtenir de l'aide pour la Compagnie de la part du ministre. Il échoue dans cette mission et la Compagnie de la Colonie est mise en liquidation en 1706, le monopole étant transmis à la maison parisienne Aubert, Néret et Gayot.

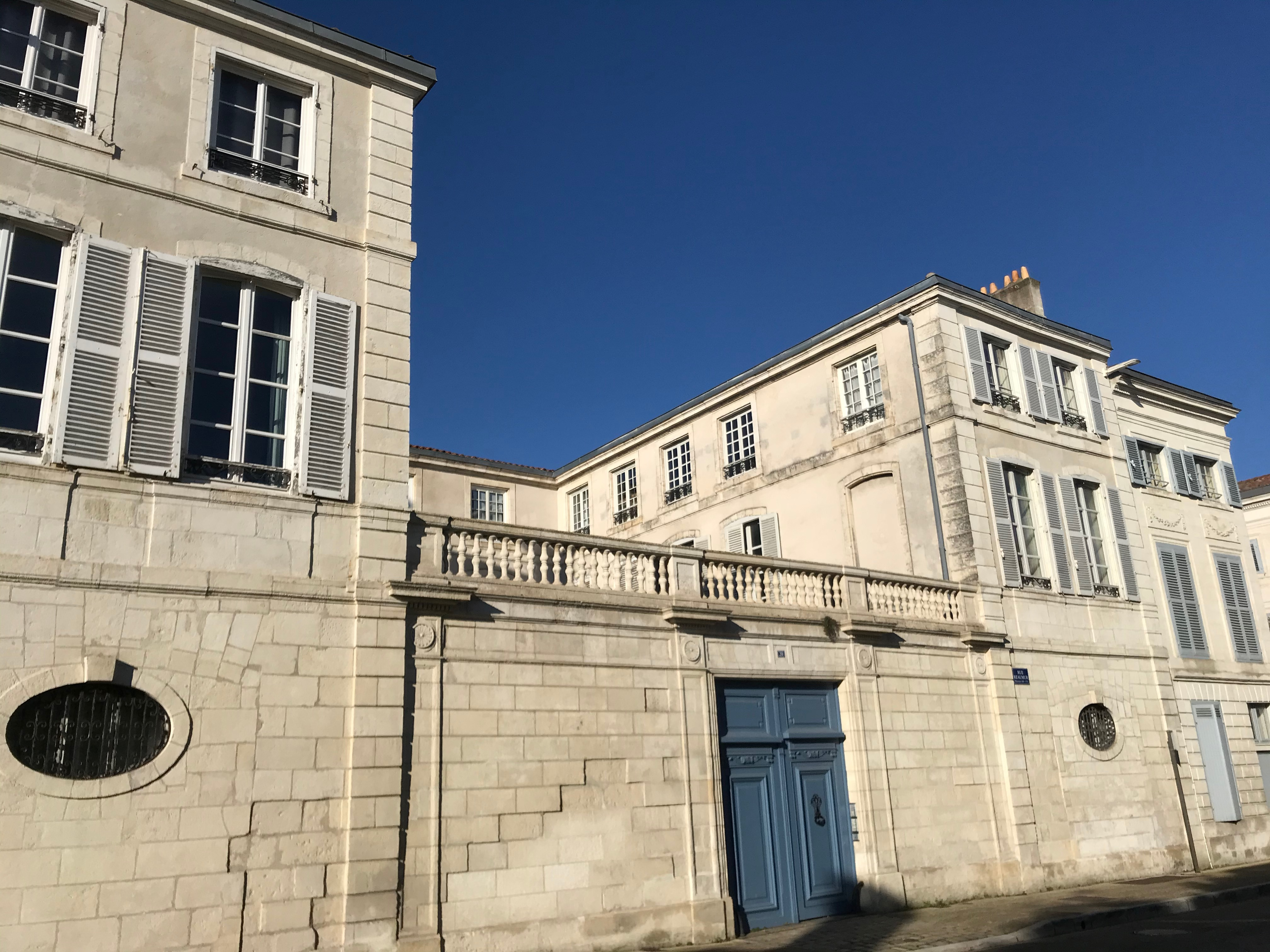
L'hôtel Pascaud, rue Réaumur à La Rochelle.

Au delà de son commerce de fourrures et de son magasin de Montréal, Pascaud s'occupe aussi à l'exploitation forestière et à la culture du chanvre. Vers 1709, il transfère le siège de ses affaires et s'installe à La Rochelle. Pierre de Lestage, l'un de ses associés, reste au Canada pour y diriger ses affaires. Les activités de Pascaud dans le négoce avec l'Amérique du Nord poursuivent leur l'expansion, obtenant de l'administration des contrats de fourniture de blé et de pois à Placentia et en Acadie. Avec un autre de ses associés, Jacques Le Clerc, il escompte à 10% des lettres de change tirées sur Néret et Gayo. En 1715, ne pouvant rembourser 150 000 livres en lettres de change détenues par Pascaud et Le Clerc, Néret et Gayot consentent donc à ce que Pascaud et Le Clerc saisissent des cargaisons de peaux de castor en provenance du Canada et acceptent d'honorer dorénavant leurs lettres de change en priorité. La connaissance de cet accord au Canada provoque un tollé général, les marchands de Montréal et de Québec protestant que « le Sr Pascaud ne cherche qu'à ruiner tous les commerçants de ce pays [...] il veut réduire tous les negotians de ce pays a la necessité de n'adresser a autres qu'a luy les Lettres de change pour avoir les marchandizes dont ils ont besoins pour leurs commerce ».
À la suite de son décès en 1717, les affaires familiales sont poursuivies par sa veuve et ses deux fils aînés, Antoine et Joseph-Marie, qui obtiennent notamment le monopole des pêcheries de phoques des îles de la Madeleine.

## Sources
- PASCAUD, ANTOINE - Dictionnaire biographique du Canada
- (en) John F. Bosher, The Canada Merchants, 1713-1763, Oxford, Clarendon Press, 1987, 234 p. (ISBN 9780198211341).
- John F. Bosher, « Sept grands marchands catholiques français participant au commerce avec la Nouvelle-France (1660-1715 », Revue d'histoire de l'Amérique française, vol. 48, no 1,‎ 1994, p. 3-27 (lire en ligne).
- Brice Martinetti, Les négociants de La Rochelle au XVIIIe siècle, Rennes, Presses universitaires de Rennes, 2013, 496 p. (ISBN 9782753528536).
- Émile Garnault, Livre d'or de la Chambre de commerce de la Rochelle contenant la biographie des directeurs et présidents de cette Chambre de 1719 à 1891, La Rochelle, E. Martin, 1902, 178 p. (lire en ligne).